# ニルス・ガブリエル・セフストレーム
ニルス・ガブリエル・セフストレーム(Nils Gabriel Sefström、1787年6月2日 - 1845年11月30日)は、スウェーデンの化学者である。イェンス・ベルセリウスの生徒で、鉄の脆さを研究していた1830年に新元素を再発見し、バナジウムと命名した。
バナジウムは、スペイン・メキシコの鉱物学者アンドレス・マヌエル・デル・リオが1801年に最初に発見し、エリスロニウムと名付けた。フリードリヒ・ヴェーラーは後にバナジウムとエリスロニウムが同じ物質であることを確認した。
セフストレームは、1815年からスウェーデン王立科学アカデミーのメンバーである。
スヴァールバル諸島にある氷河のセフストレームブリーンや尾根のセフストレームカーメンは、彼の名前に因んでいる。

## 関連文献
- Sjoberg, Sven Gosta (1951). “Nils Gabriel Sefstrom and the Discovery of Vanadium”. Journal of Chemical Education 28 (6):  294–296. Bibcode: 1951JChEd..28..294S. doi:10.1021/ed028p294. [リンク切れ] - subscription required
- Weeks, Mary Elvira (1932). “The Discovery of the Elements: VII. Columbium, Tantalum, and Vanadium”. Journal of Chemical Education 9 (5):  863–884. Bibcode: 1932JChEd...9..863W. doi:10.1021/ed009p863. [リンク切れ] - subscription required
- Svenskt biografiskt handlexikon: Sefström, Nils Gabriel - in Swedish